# Nanocijevi
Najpoznatije nanocijevi su ugljikove nanocijevčice. Ugljikove nanocijevčice (CNTs) su alotropske modifikacije ugljika s cilindričnom nanostrukturom. Ove cilindrične molekule ugljika imaju neobične osobine koje su vrijedne za nanotehnologiju, elektroniku, optiku i druga područja znanosti o materijalima i tehnologijama zbog njihove izuzetne toplinske vodljivosti, mehaničkim i električnim svojstvima. Također se primjenjuju kao aditivi u različitim materijalima.